# فلورینا کاجا
فلورینا کاجا (انگلیسی: Florina Kaja؛ زادهٔ ۱ سپتامبر ۱۹۸۲) خواننده اهل ایالات متحده آمریکا است. وی از سال ۲۰۰۴ میلادی تا کنون مشغول فعالیت بوده‌است.